# Bekelech Gudeta
Bekelech Gudeta Borecha (amharisch በቀለች ጉደታ ቦረቻ; * 11. Oktober 1997) ist eine äthiopische Leichtathletin, die sich auf den Langstreckenlauf spezialisiert hat.

## Sportliche Laufbahn
Ihre sportliche Premiere feierte Bekelech Gudeta bei einem Straßenlaufrennen 2016 in Norwegen. Im Jahr darauf siegte sie in 1:11:41 h beim Halbmarathon in Ningbo und wurde beim 20 km von Paris in 1:06:40 h Dritte. Bei den Halbmarathon-Weltmeisterschaften 2018 in Valencia belegte sie in 1:08:12 h den achten Platz und wurde im Mai beim Göteborg-Halbmarathon in 1:09:56 h Zweite, wie auch beim Zwolle-Halbmarathon in 1:09:51 h. 2019 wurde sie beim 20 km von Jianzhen-Halbmarathon in 1:09:45 h Dritte und 2022 gelangte sie beim Istanbul-Halbmarathon mit 1:06:35 h auf Rang drei. Im Mai siegte sie in 2:22:56 h beim Prag-Marathon und anschließend siegte sie in 1:08:11 h beim Wörthersee-Halbmarathon. Im Dezember wurde sie dann beim Bangsaen21 in Thailand in 1:08:38 h Dritte. Im Jahr darauf siegte sie in 2:29:25 h beim New Taipei City Wan Jin Shi Marathon, ehe sie 2024 in 2:22:54 h beim Xiamen-Marathon siegte und damit erstmals ein Rennen der höchsten Platin-Kategorie der World Athletics Label Road Races gewann. Im Dezember siegte sie in 2:25:21 h beim Shanghai-Marathon, ebenfalls ein Rennen der höchsten Platin-Kategorie.

## Persönliche Bestleistungen
- 10-km-Straßenlauf: 31:10 min, 30. April 2022 in Herzogenaurach
- 20-km-Straßenlauf: 1:06:40 h, 8. Oktober 2017 in Paris
- Halbmarathon: 1:06:35 h, 27. März 2022 in Istanbul
- Marathon: 2:22:54 h, 7. Januar 2024 in Xiamen